# Little Amadeus
Little Amadeus – Die Abenteuer des jungen Mozart ist eine deutsche Zeichentrickserie, die 2006 als Koproduktion von ARD und KiKA anlässlich des 250. Geburtstags Wolfgang Amadeus Mozarts entstanden ist. Parallel zur Serie fanden in Deutschland rund um Amadeus Mozart Grundschul-Aktionstage, eine KiKA-Sommertour, eine Little Amadeus Oper, Little Amadeus Live und andere Aktionen statt.
Die 26-teilige Serie erzählt Geschichten aus Kindheit und Leben des Musikgenies Wolfgang Amadeus Mozart. Im Mittelpunkt steht die Figur des achtjährigen „Little Amadeus“, der witzig, aufgeweckt, neugierig, etwas frech und abenteuerlustig ist. Vor allem aber ist Little Amadeus ein musikalisches Wunderkind, der sein erstes Klavierstück bereits im Alter von fünf Jahren komponierte. Der Held löst seine Probleme oft durch Musizieren.

## Handlung
Angesiedelt sind die beiden ersten Staffeln der Fernsehserie (mit jeweils 13 Folgen) in Salzburg in den Jahren 1764/1765, wo Little Amadeus gemeinsam mit seinen Eltern, seiner Schwester Nannerl, seinem besten Freund Kajetan Hagenauer und dessen Familie in der Getreidegasse lebt. Nicht zu vergessen, Little Amadeus’ kleiner Hund Pumperl (der Hund von W. A. Mozart hieß Pimperl, für die Fernsehserie wurde sein Name aufgrund der Bedeutung des englischen Begriffs pimp in Pumperl geändert), der seine neugierige Hundenase allzu gerne in die Angelegenheiten fremder Leute steckt. Allesamt geraten sie immer wieder in abenteuerliche und halsbrecherische Situationen. Denn Amadeus’ Gegenspieler, der ehrgeizige und durchtriebene Hofmarschall Devilius, dessen Neffe Mario und die listige Ratte Monti, setzen alles daran, Little Amadeus’ musikalische Erfolge zu verhindern. Doch egal ob es darum geht, nach einer ausgedehnten Rutschpartie mit Prinzessin Marie-Antoinette am kaiserlichen Hof in Wien der Standpauke der Eltern zu entgehen, eine Rettungsaktion im Kloster der „Schweigenden Schwestern“ zu organisieren oder in allerletzter Minute den Auftritt eines Magiers und seines Klavier spielenden Pudels zu sichern – mit Hilfe der Musik gelingt es Little Amadeus, sich und seine Freunde immer wieder aus jeder noch so brenzligen Situation zu befreien.

## Figuren der Serie
Little Amadeus (Wolfgang Amadeus Mozart, vollständiger Taufname: Joannes Chrysostomus Wolfgangus Theophilus Mozart):
Amadeus ist noch keine acht und schon ein kleiner Star in Salzburg in der Mitte des 18. Jahrhunderts. Mit seiner Musik verzaubert er die Menschen. Wer nimmt ihm da schon seinen Übermut, seine Schwäche für alles Süße und seine kleinen Streiche übel? Mit Kreativität, Witz, Charme, Einfallsreichtum und vor allem mit Hilfe seiner Freunde gelingt es Amadeus, sich aus jeder noch so schwierigen Lage zu befreien, so dass am Ende sogar Devilius, sein größter Widersacher, immer den Kürzeren zieht.
Nannerl Mozart:
Maria Anna, von allen nur Nannerl genannt, ist die fünf Jahre ältere Schwester von Amadeus. Sie spielt Klavier und Geige fast so virtuos wie ihr Bruder, aber als Mädchen darf sie zur damaligen Zeit nicht allein auftreten, sondern nur mit ihm zusammen. Sie ist aber nicht neidisch auf Amadeus, sondern hilft ihm, wo sie kann. Immer wieder lässt sie sich von seinen fantastischen Ideen anstecken und benimmt sich dann überhaupt nicht wie eine kleine Dame, die sie doch am liebsten schon wäre, sondern wie ein Kumpel.
Pumperl:
Der Hund Pumperl steckt seine neugierige Hundenase gern in fremde Angelegenheiten und lässt kein Abenteuer mit seinem Herrchen Amadeus aus. Das könnte oftmals ins Auge gehen, wäre Pumperl nicht der geborene Retter. Gerade in brenzligen Situationen beweist er seine Klugheit und seinen Mut. Der Hund von W. A. Mozart hieß „Pimperl“. Für die Serie wurde sein Name in „Pumperl“ geändert.
Leopold Mozart:
Vater Leopold Mozart unterrichtet mit Liebe und Strenge Nannerl und Amadeus. Er ist sehr stolz auf seine beiden Wunderkinder. Als Hofkomponist und Vizekapellmeister beim Salzburger Fürsterzbischof nutzt er all seine Verbindungen und Möglichkeiten, die wunderbare Musik von Amadeus in die Welt zu tragen. Er organisiert Konzertreisen und Auftritte – selbst wenn er sich dadurch Ärger mit seinem Dienstherren einhandelt und finanziell immer wieder in Schwierigkeiten gerät.
Anna Maria Mozart:
Geselligkeit und Spaß stehen bei Mutter Anna Maria an erster Stelle. Staub, Unordnung und Schlampereien lässt sie nur selten durchgehen. Aber Amadeus weiß, wie er seine Mutter um den Finger wickeln kann. Anna Maria ist der ruhende Pol in der Familie. Sie achtet auch darauf, dass Amadeus neben der Musik noch genug Zeit für seine Freunde bleibt.
Kajetan Hagenauer:
Kajetan ist der beste Freund von Amadeus. Jede freie Minute in Salzburg verbringen die beiden zusammen und erleben viele kleine und große Abenteuer. Und wenn sie mal wieder in der Klemme stecken, weiß nur Kajetan, wie man eine pfiffige Idee von Amadeus umsetzen kann. Ohne Kajetan wäre Amadeus manchmal ganz schön aufgeschmissen. Aber dafür revanchiert sich Amadeus, indem er Kajetan hin und wieder bei den Mathematikaufgaben hilft. Gemeinsam sind die beiden ein unschlagbares Team.
Lorenzo Devilius:
Lorenzo Devilius (eine fiktive Figur, abgeleitet von Antonio Salieri) ist Privatsekretär und Hofmarschall beim Fürsterzbischof in Salzburg. Seine Gier nach Macht ist unersättlich. Er hält sich selbst für einen begnadeten Musiker und daher ist der kleine Amadeus sein größter Feind. Hinter Devilius’ eleganter Erscheinung verbirgt sich ein aalglatter Bediensteter des bischöflichen Hofs. Doch hinter den Kulissen ist ihm jedes Mittel recht, den Erfolg des kleinen Amadeus und seiner Familie zu boykottieren, um sich selbst als strahlenden Held zu präsentieren.
Mario Carrieri:
Devilius’ Neffe Mario (eine fiktive Figur) ist nur ein wenig älter als Amadeus. Er wurde von seinem Onkel von Mailand nach Salzburg geholt, um dem musikalischen Wunderkind Amadeus Konkurrenz zu machen. Doch Mario ist leider nur ein mäßig guter Musikschüler und keine strahlende Persönlichkeit, aber das will sein Onkel nicht erkennen. Obwohl Mario in vielerlei Hinsicht mit Amadeus konkurriert, wäre er in seinem tiefsten Herzen gerne sein Freund.
Monti:
Monti, die Ratte (eine fiktive Figur und Kumpane des Amadeus-Neiders Devilius), ist Devilius’ kleiner Liebling und Komplize. Er ist immer in seiner Nähe, denn er lässt sich bevorzugt in Devilius’ Jackentasche mitnehmen. Und er ist vor allem dann ein „Scharfmacher“, wenn es darum geht, hinterhältige Pläne auszuhecken. Mit seinen tückischen, intelligenten Ratschlägen unterstützt Monti Devilius, um den beneideten Amadeus zu schwächen.
Maria Theresia, Johann Lorenz und Ursel Hagenauer:
Maria Theresia Hagenauer und Johann Lorenz sind die Vermieter und die besten Freunde der Familie Mozart. Im Erdgeschoss des gemeinsamen Wohnhauses betreiben sie ihr Geschäft mit köstlichen Spezereiwaren, die auch der Erzbischof zu schätzen weiß. Kajetan Hagenauer, ein Sohn der Hagenauers, ist der beste Freund von Little Amadeus. Ursel, eine ihrer Töchter, ist meistens in der Nähe von Amadeus’ Schwester Nannerl zu finden: Mit ihr kann sie am besten über die neuesten Haarschleifen- und Kleidermoden reden.
Kati:
Die Tochter des Salzburger Stadtbäckers, Kati, hat gleich zwei Verehrer in ihrem Umkreis: Amadeus und Mario. Während sie für Mario und seine Schwindeleien eher Verachtung empfindet, verehrt sie den jungen Musiker Mozart, der – neben ihrem zauberhaften Lächeln – ihre direkte und offene Art schätzt. Kati hat neben Amadeus noch eine weitere Schwäche: die unwiderstehlichen Schokokipferl der Familie Hagenauer.
Gräfin Kussmaul:
In ihrer Salzburger Villa könnte die verwitwete Gräfin Kussmaul (eine fiktive Figur, die Angehörige der damaligen hohen Gesellschaft repräsentiert, die das Wunderkind verehren) ein sorgenfreies Leben in Saus und Braus führen, doch trotz ihres Reichtums und der vielen Feste mit ihren adligen Freunden ist die Gräfin ständig am Jammern: Schrecklich diese Migräne, wie furchtbar dieses ungeputzte Tafelsilber. Zum Glück kennt sie Amadeus, ihren kleinen Sonnenschein, der sie immer wieder mit seinen Melodien und seinen Späßen zum Lachen bringt, auch wenn dieser nichts mehr hasst als die ständigen Küsse der Gräfin.
Fürsterzbischof Schrattenbach:
Der Fürsterzbischof von Schrattenbach (vollständiger Name: Sigismund III. Christoph von Schrattenbach) ist ein großer Bewunderer des kleinen Amadeus: Er liebt Musik und ist beeindruckt von seiner Spontanität und Intelligenz. Als Regent des Kleinstaates Salzburg hat der Erzbischof viele Gelegenheiten, seinen kleinen Freund Amadeus, den Sohn seines Hofkomponisten, zu protegieren und ihn auch mit Empfehlungsschreiben in die Welt hinauszuschicken. Ganz zum Leidwesen seines Privatsekretärs, Hofmarschall Devilius, der immer versucht, dies zu verhindern – jedoch ohne Erfolg. Eine heimliche Schwäche des Erzbischofs sind im Eifer des Gefechts kleine Versprecher mit manchmal eigenartiger Wirkung.

## Produktion
Die Serie ist eine Produktion der eigens dafür gegründeten LAR Little Amadeus Realisierungsgesellschaft mbH & Co. KG in Zusammenarbeit mit KiKA, dem Kinderkanal von ARD und ZDF sowie den ARD-Anstalten Südwestrundfunk (SWR), Hessischer Rundfunk (hr) und Norddeutscher Rundfunk (NDR). Produzenten waren Peter Will und Winfried Debertin, Regie führten Udo Beissel und Winfried Debertin. Autoren waren Christoph Busse, Winfried Debertin, Ursel Scheffler, Marty Murphy, Olaf Leitner, Ralph Martin, Armin Toerkell, Jens Maria Merz und Uli Winters; die künstlerische Leitung hatten Tülay Sözbir-Seidel, Johannes Saurer und Kirsten Quast inne und das Charakterdesign führte Johannes Saurer nach den Vorlagen und Skizzen vom Erfinder, Winfried Debertin, aus.
Die Musik wurde geschrieben und arrangiert von Adrian Askew, Wolf Kerschek und Martin Bentz. Die Filmmusik enthält die Originalmusik von Wolfgang Amadeus Mozart und wurde unter Beteiligung namhafter Orchester wie dem Orchestra Nacional do Porto und bekannten Solisten komplett neu eingespielt. Das im Vorspann gespielte Titellied Little Amadeus wurde gesungen und teilweise getextet von Heinz Rudolf Kunze. Unterstützt wurde er von den Musikern Tamaki Kawakubo, Saskia Schmidt-Enders und Strings DeLuxe; die Aufnahme fand 2005 in Hamburg statt. Komponiert wurde das Titellied von Wolf Kerschek.
Die Produktion wurde gefördert von nordmedia – Die Mediengesellschaft Niedersachsen/Bremen mbH, MEDIA – A programme of the European Union, dem Niedersächsischen Ministerium Wirtschaft-Technologie-Verkehr, der Stadt Salzburg und dem Land Salzburg.

## Veröffentlichung
Die erste Staffel der Serie mit 13 Folgen wurde erstmals vom 16. Januar 2006 bis zum 27. Januar 2006 von KiKA ausgestrahlt. Die zweite Staffel mit wieder 13 Episoden folgte vom 21. bis 30. November 2006. Beide Staffeln wurde um 19:00 Uhr gesendet. Später folgten Wiederholungen bei Das Erste, NDR, HR und SWR.
Die Serie wurde in viele Sprachen übersetzt und in Österreich (ORF eins), Italien (RAI), Portugal (RTP), Irland (TG4), Serbien (Kanal D), Spanien (Canal Sur, Telemadrid), Slowenien (RTV SLO), Südkorea (EBS), China (CTTV), Hong Kong (TVB), USA (APT), Australien (Network ABC), Frankreich (Arte), Italienische Schweiz (TSI), Ägypten, Griechenland und Taiwan im Fernsehen gesendet.
In Deutschland erschien Little Amadeus von 2006 bis 2007 auf insgesamt acht DVDs, vier je Staffel, bei Alive. Das Titellied ist als CD mit beigefügter Bonus-DVD im Handel erhältlich.

## Synchronisation
| Rolle             | deutscher Sprecher                                    |
| ----------------- | ----------------------------------------------------- |
| Amadeus           | Joey Cordevin / Christine Pappert (Episoden 2, 4, 12) |
| Anna-Maria Mozart | Marion von Stengel                                    |
| Leopold Mozart    | Eberhard Haar                                         |
| Nannerl Mozart    | Saskia Weckler                                        |
| Kajetan Hagenauer | Mark Robinson                                         |
| Devilius          | Kai Henrik Möller                                     |
| Monti             | Robert Missler                                        |
| Mario             | Ilona Schulz                                          |
| Pumperl           | Robert Missler                                        |
| Bischof           | Reinhard Kuhnert                                      |
| Ursel             | Sylvie Nogler                                         |
| Kati              | Simona Pahl                                           |
| Frau Hagenauer    | Marion Elskis                                         |
| Herr Hagenauer    | Gerd Hinze                                            |

## Episodenliste

### Staffel 1
| Nr. (ges.) | Nr. (St.) | Originaltitel                           |
| ---------- | --------- | --------------------------------------- |
| 01         | 01        | Solo für Amadeus                        |
| 02         | 02        | Die gestohlene Uhr                      |
| 03         | 03        | Pumperl in Not                          |
| 04         | 04        | Wo ist Amadeus?                         |
| 05         | 05        | Der Vogelhändler                        |
| 06         | 06        | Vertauschte Geigen                      |
| 07         | 07        | Gerüchte                                |
| 08         | 08        | Die Wette                               |
| 09         | 09        | Gift im Trunk                           |
| 10         | 10        | Das falsche Schiff / Menuett der Fische |
| 11         | 11        | Der tanzende Hafen                      |
| 12         | 12        | Straßenmusikanten                       |
| 13         | 13        | Kaiserinnen küsst man nicht             |

### Staffel 2
| Nr. (ges.) | Nr. (St.) | Originaltitel                        |
| ---------- | --------- | ------------------------------------ |
| 14         | 01        | Die gebrochene Taste                 |
| 15         | 02        | Der Bär ist los                      |
| 16         | 03        | Rutschpartie                         |
| 17         | 04        | Keine Angst vor Pocken               |
| 18         | 05        | Das Geheimnis von Ybbs               |
| 19         | 06        | Grüne Wundertropfen                  |
| 20         | 07        | Sternschnuppen                       |
| 21         | 08        | Der Chor der schweigenden Schwestern |
| 22         | 09        | Frühstückskonzert                    |
| 23         | 10        | Zirkus in Salzburg                   |
| 24         | 11        | Die gestopfte Trompete               |
| 25         | 12        | Das Glockenspiel                     |
| 26         | 13        | Auf in die Welt!                     |

## Adaptionen und Merchandising

### Hörspiele
Bei GATEWAY4M more fine music & media GmbH erscheinen ab 2006 neun Hörspiele von Manfred Steffen zur Serie auf CD. Die ersten sieben haben jeweils einen Tag der Woche als Thema. Ebenso erschienen bei Ame Hören ab 2006 vier CDs der Reihe Little Amadeus präsentiert. Die ersten beiden sind zwei Märchen, Die kleine Meerjungfrau, erzählt von Susanne Wolf, und Die Reise zur Schneekönigin, erzählt von Nina Hagen. Darauf folgten zwei CDs mit Mozart und Bach für Kinder.
Außerdem brachte Ame Hören vier Hörspiele unter dem Titel „Solo für Amadeus“, „Der Vogelhändler“, „Vertauschte Geigen“ und „Gerüchte“ heraus, die auf den gleichnamigen Episodentiteln basieren. Gesprochen wurden sie von Volker Lechtenbrink.

### Musik
Der Soundtrack der Serie sowie das Titellied Little Amadeus von Heinz Rudolf Kunze sind auf drei CDs erschienen.
Unter dem Namen Little Amadeus and friends sind zudem Musik-CDs über folgende Komponisten erschienen: Mozart, Schubert, Bach, Haydn, Beethoven und Vivaldi.

### Bücher
Zur Fernsehserie sind zahlreiche Bücher erschienen. Der Bosworth-Verlag hat die Notenbücher Little Amadeus Klavierschule I und II, Leopolds Arbeitsbuch I und II und Little Amadeus Vorspielstücke I und II , sowie ein Weihnachtsklavierbuch herausgegeben. Unter der Bücherserie „Little Amadeus and friends Komponistenreihe“ sind außerdem die Titel Mozart, Bach und Beethoven erschienen. Schott brachte das Little Amadeus Liederbuch mit Audio-CD heraus und bei Schwager & Steinlein erschienen fünf Bücher für Vorschul- und Schulkinder. Der Verlag Baumhaus Medien veröffentlichte fünf Bücher mit Geschichten aus der Serie.
Die Gitarrenschule sowie eine Blockflötenschule und ein Notenheft sind im Voggenreiter-Verlag erschienen.

### Spiele
AMIGO veröffentlichte folgende Spiele zur Fernsehserie:
- Little Amadeus – Concerto Grosso
- Little Amadeus – Geschichtenpuzzle
- Little Amadeus – Musikmemo
- Little Amadeus – Mein erstes Orchester
- Little Amadeus – Maestro

Im Hause Tivola ist das Nintendo-DS-Spiel Lernerfolg Grundschule Musik erschienen.

### Instrumente
- Blockflöte in Kombination mit der Blockflötenschule aus dem Hause Voggenreiter.
- 3/4 Gitarre in Kombination mit der Gitarrenschule aus dem Hause Voggenreiter.

## Auszeichnungen
Die Fernsehserie und die Musik wurden mehrfach ausgezeichnet.
- 2006 ECHO Klassik für Little Amadeus – Die Fernsehserie Geburtstags-Edition Adrian Askew, Winfried Debertin, Udo Beissel, Prof. Wolf Kerschek, Martin Bentz, Peter Will
- 2006 Prädikat „Wertvoll“ von der Filmbewertungsstelle Wiesbaden
- 2006 „Art Amphora“ in der Kategorie „Animated Film“ auf dem 7. Balkan-Festival for Films and TV-programs for Children and Youth

Auch Begleitprodukte zur Serie erhielten Auszeichnungen:
- 2006 „VDS-Medienpreis“-Empfehlung in der Kategorie „Cross-Media“ vom Verband Deutscher Schulmusiker e. V. für den „Little Amadeus & Friends Aktionstag“ an deutschen Grundschulen (Gateway4M)
- 2006 „Comenius-EduMedia-Award“ vom Institut für Bildung und Medien der Gesellschaft für Pädagogik und Information e. V. (GPI) in Berlin für das „LeapPad“, Edition „Little Amadeus“ (Firma Stadlbauer in Salzburg für US-Firma LeapFrog® Enterprises, Inc.), 2006
- 2007 „ECHO Klassik“ der Deutschen Phono-Akademie, in der Kategorie „Klassik für Kinder“ für die CD „Little Amadeus präsentiert: Mozart für Kinder“ (Gateway4M GmbH)